# Topal
Topal (en rus: Топал) és un poble (un possiólok) de l'óblast d'Astracan, a Rússia, segons el cens del 2010 tenia 456 habitants.